# Капище
 Тази статия е за езическото светилище.  За селото вижте Капище (село).  
Капище (още свентило, кумирьница, капищьница, трэбище) се наричали свещените места на прабългарите в предхристиянската епоха. В съвременните реконструкции на древнославянската религия това понятие е прието за обозначение на славянските храмове въобще.
Славянските свещени места се делят основно на два вида – светилища и храмове.

## Светилища
Светилищата (на старобългарски свентило) са познати от дълбока древност и биват използвани векове наред, бидейки широко разпространени сред всички славянски племена. Това са места на открито (обикновено в гори, на закътани поляни), където са разположени идоли на почитаните от местните родове божества, олтарни камъни и различни символи. Уредени са съвсем просто с няколко характерни компонента:
- Обект на почитане – идоли или фетиши;
- Жертвеник – висок четвъртит камък или каменна плоча;
- Жертвени ями – изкопи където се полагат принесените върху жертвеника жертви;
- Свещени символи или реликви, познати от митологията – рогове, мечове, щитове и т.н.

## Храмове
Храмовете на славяните наподобяват по устройство светилищата на открито. В крайна сметка те са просто техни наследници, тяхно идейно доразвитие, поради което са наричани и със същите наименования – капищьница, кумирьница, трэбище. Представляват кръгли или правоъгълни дървени постройки оградени с крепостни валове и ровове. Стените им са с богата дърворезба, изобразяваща сцени от славянската митология, божества и герои. Когато стените са измазани с глина, резбите се заменят с многоцветни рисунки. Вътре, в центъра на храма гори крада (на старобългарски – огнище, клада, жертвен огън) – вечен огън, символ на безсмъртието на боговете и несекващата им сила. В близост до централното огнище често се забива и главният кумир, изобразяващ бога, комуто е посветено капището и чието име носи. Около стените са разположени останалите свещени идоли, пред които са разположени каменни жертвеници и жертвени ями, където се хвърлят требите след приношението. В много случаи в жертвените ями също горят огньове. Всичко което вече е било върху требника и в ямите придобива сакрална същност и магическа сила. Ето защо въглените, пепелта, камъните, костите, съдовете и всичко друго, извадено от жертвените ями, се посипва върху оградните валове, в рововете и дори в специални траншеи около храма, с цел той да бъде по-добре защитен чрез свещените свойства на пожертваното. Храмовете най-често са в големи градове или на свещени места, достъпни за всички околни племенни общности, защото биват посещавани от по-голям брой поклонници. В това се проявява и разликата им от откритите светилища, които имат предимно местно, родово значение.

## Идоли
Идолите в южната и източната славянска традиция се наричат кумирь или капище (от тюркското кэп – образ, изражение), поради което самите светилища се наричат кумирьница или капищьница. Идолите са дървени или, по-късно, каменни и се подреждат в различни форми според обстоятелствата и йерархията:
- когато са само един или два идола, те се поставят в центъра на светилището, един до друг.
- ако са няколко, статуите се поставят една до друга, като в центъра е тази на най-висшето сред представените божества; от дясно се нареждат мъжките идоли, от ляво женските, или съобразно йерархията – от центъра към краищата в низхождение.
- ако са голям брой, идолите могат да се подредят по гореописания начин от центъра към краищата според значението на представените божества, но в две редици; в предния ред са мъжките божества, в задния – женските, шахматно разположени на първите. Така, когато човек застане пред тях, той трябва да може да вижда всяко едно изображение, независимо дали е на преден или заден план. Когато има много статуи, удачно е редиците да се закръглят, така че да оформят полукръг около олтара.
- понякога множеството идоли в светилището се разпределят по групи и се поставят на различни места, най-често според посоките на света, съобразно характеристиките на боговете; например семейство пролетни божества – на изток, семейство летни – на юг, семейство есенни – на запад и семейство зимни – на север.

## Фетиши
Има светилища, обаче, в които липсват идоли. Те служат на фетишистките култове и са устроени около обожествяван природен обект на поклонение – на старобългарски блъванъ – фетиш. Фетиши могат да бъдат свещени извори, свещени дървета, свещени камъни. Всъщност езичеството не почита самите фетиши заради собствената им материя, а заради свръхестествената им сила, която е проявление на божественото присъствие. С други думи, според основния езически принцип на пантеизъм, свещената същност на боговете се намира във всяка материя, а фетишизмът допълва този принцип с вярването, че определени предмети-фетиши концентрират по-голямо количество от божията енергия. Т.е. почитта към фетишите сама по себе си е почит към божествената същност, а оттам – към самите божества. Така, фетишите представят боговете и около тях не са нужни идоли – те взаимно се заместват.

## Жертвеник
В светилищата винаги се поставят жертвеници, върху които се принасят жертвите към боговете. На старобългарски жертвоприношението се нарича жрьтиіе. Езическата жертва се нарича жрьтва (от жрьти – жертвам, принасям в жертва), оброкъ (т.е. нещо обречено) или трэба, откъдето идва и наименованието на жертвения камък (трэбник) и на цялото светилище (трэбище). Жертвеникът е каменен – висок куб или плоска плоча. На него не само се жертват живи животни, но и се оставят всички пожертвования – тестени храни, месо, ястия, пари, напитки... Требникът се поставя или в центъра на светилището – пред идолите, или се полага по един пред всяка група кумири, особено ако са подредени на различни места из светилището.

## Реликви
Реликвите се поставят край идолите – всекиму според легендите. Например бог Даждбог е представян с огромен кръгъл светещ щит, представляващ самото слънце. Поради това, около идола на Даждбог се очаква да има облегнат голям позлатен щит.

## Жреци
Всяко светилище е в землището на определен род, на определена задруга и е посещавано от членовете ѝ по време на езически празници и други случаи. С боговете общуват родоначалниците на задругата, старейшините, така наречените старци, деди. У повечето славяни жреческо съсловие липсва. Това се дължи на родовия характер на религията и на териториалното разпределение на славянските племена – те живеят в малобройни разпръснати родови общности. Жреци и храмове в които да служат се появяват исторически доста късно и само сред някои славяни – там където живеят в по-големи селища или се пази прочут фетиш – обект на поклонение на множество племена.
Жреците в старобългарския език са наричани жьрьць, а също влъхвъ (жрец, магьосник, гадател), откъдето идва и влъхвованиіе (езическо служение, гадаене, магьосничество), и влъшьба (вълшебство, магия). Видно е че славянските жреци не само са служели на боговете, но и са се занимавали с магия, гадаене и лечителство.

## Археология
Археологическата наука днес е проучила голям брой останки от древнославянски капища по териториите на Русия, Украйна, Беларус, Полша, Чехия, Словакия, Сърбия, Северна Македония, България и Германия.